# Vrcha
Vrcha je část obce Sobětuchy v okrese Chrudim. Nachází se na východě Sobětuch. V roce 2009 zde bylo evidováno 94 adres. V roce 2001 zde trvale žilo 212 obyvatel.
Vrcha leží v katastrálním území Sobětuchy o výměře 3,82 km2.

## Historie
Osada Vrcha vznikla koncem 18. století postupným přistavováním viničních domků na chrudimských vinicích, které se táhly až tehdejším hranicím Sobětuch a Lán. Při postupné likvidaci vinic v polovině 19. století byly na jejich místech zakládány drobné zemědělské usedlosti podle tehdejších polních cest a okolo hospody Na Zavadilce, která je známá již ze 16. století. Nyní je zde velmi rozšířena výstavba rodinných domů.

## Kultura
Kulturní vyžití v obci zabezpečuje hospodské zařízení s názvem Na Zavadilce, kde jsou pořádány občasné akce pro děti a večerní posezení pro dospělé. Nachází se zde také dětské hřiště, kde naleznete i fotbalové hřiště. Na vedlejším plácku se koná každoročně (v roce 2018 ne) dýňobraní, kde se vyřezávají dýně.